# ماكريسيا (إليا)
ماكريسيا (Μακρίσια) هي مدينة في إليا في مقاطعة كينتريكي إلادا في اليونان.